# Madjid Saheb
 (avril 2021).
Si vous disposez d'ouvrages ou d'articles de référence ou si vous connaissez des sites web de qualité traitant du thème abordé ici, merci de compléter l'article en donnant les références utiles à sa vérifiabilité et en les liant à la section « Notes et références ».
Madjid Saheb (en arabe : مجيد ساحب) est un footballeur international algérien né le 23 juillet 1943 à Skikda. Il évoluait au poste d'avant-centre.

## Biographie

### En club
Madjid Saheb évolue en première division algérienne avec son club formateur, la JSM Skikda.

### En équipe nationale
Madjid Saheb reçoit deux sélections en équipe d'Algérie. Il joue son premier match le 17 mars 1968, contre le Maroc (nul 0-0). Son dernier match à lieu le 30 juin 1968, contre la Guinée (défaite 2-3).

## Palmarès
JSM Skikda
- Coupe d'Algérie :
  - Finaliste : 1966-67.

- Championnat d'Algérie D2 (1) :
  - Champion : 1966-67.